# Millepora alcicornis
Millepora alcicornis är en nässeldjursart som beskrevs av Carl von Linné 1758. Millepora alcicornis ingår i släktet Millepora och familjen Milleporidae. IUCN kategoriserar arten globalt som livskraftig. Inga underarter finns listade i Catalogue of Life.

## Bildgalleri

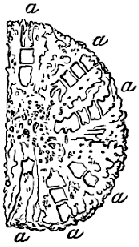
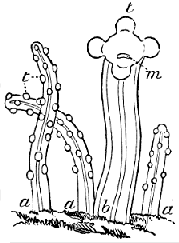